# ゼロ なにもない自分に小さなイチを足していく
ゼロ なにもない自分に小さなイチを足していくは、堀江貴文による著書、およびこれの漫画作品。

## 書籍
2013年堀江貴文の出所後初の書き下ろし。自らの思想のコア部分を自伝的に述べる。
紙の本しか読まないような人に読んでもらうために出版した。
部数は50万部でダイヤモンド社が出版した書籍で歴代13位。
電子書籍アワード2014のビジネス・自己啓発部門第一位。

## 漫画版
2021年漫画版が出版される。シナリオは星井博文、マンガは汐田まくら。
親から自立することの大切さを説く。